# السيرك (فلم 1968)
السيرك هو فيلمٌ مصريٌ أُنتج عام 1968.

## قصة الفيلم
يعاني سيرك أمين أبو طاقية (حسن حسين)، والذي يُقدّم عروضه منتقلاً ما بين القرى والموالد، من تراجع شعبيته. لكن ابنه محمد (حسن يوسف)، المتخرج من معهد التربية الرياضية، والرافض لبقاءه معيداً في المعهد، يقترح تغيير برنامج السيرك، وتقديم برامج جديدة لجذب الجمهور.
لكن البرامج الجديدة، التي تتضمن شراء حيوانات مفترسةٍ وأليفةٍ، تتطلب مالاً تفتقر فرقة السيرك إليه، فيقومون بكتابة كمبيالات آجلة على أنفسهم، وخلال فترة الكفاح من أجل تحقيق النجاح، تظهر قصة حبٍ بين محمد أبو طاقية، وبين صباح لاعبة الترابيز (سميرة أحمد)، أخت أحمد (محمد رشدي) مطرب الفرقة، وأخت نوسة (نبيلة عبيد)، لاعب ترابيز أخرى.

## وصلات خارجية
- مقالات تستعمل روابط فنية بلا صلة مع ويكي بيانات
- السيرك على الدهليز
- السيرك على كاروهات